# Ischnocnema juipoca
Ischnocnema juipoca es una especie de anfibio anuro de la familia Brachycephalidae.

## Distribución geográfica
Esta especie es endémica de Brasil. Habita en los estados de São Paulo y Minas Gerais.

## Publicación original
- Sazima & Cardoso, 1978 : Uma especie nova de Eleutherodactylus do sudeste brasileiro (Amphibia, Anura, Leptodactylidae). Revista Brasileira de Biologia, vol. 38, n.º 4, p. 921-925.[5]